# Gasen i botten, Herbie

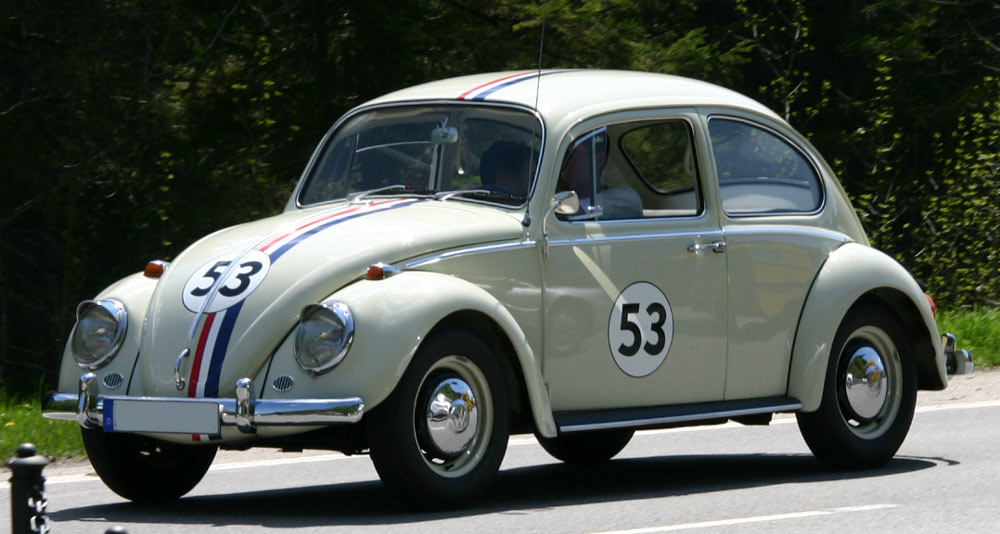
Herbie är kanske världens mest kända Volkswagen Typ 1

Gasen i botten, Herbie är en amerikansk långfilm från 1968 av Walt Disney Productions, baserad på karaktärer skapade av Gordon Buford.

## Handling
Racerföraren Jim Douglas har misslyckats med massor av tävlingar och kraschat många bilar, men Jim bestämmer sig ändå att fortsätta tävla och hitta sig en bil. Då möter han Herbie, en liten folkvagnsbubbla från 1963 som visar sig ha både själ och hjärta, vilket snart visar sig att han gör vad som helst för Jim som blir hans ägare och börjar tävla i många race och blir framgångsrik. Den snobbige bilhandlaren Peter Thorndyke sålde Herbie för att han tyckte att den var en "miserabel skrothög" som inte passade in i hans bilaffär, men när han får veta av att Herbie lever, så gör han allt för att få tillbaka Herbie... och förgöra honom.

## Premiärer
Filmen hade amerikansk premiär den 24 december 1968, och svensk premiär den 17 oktober 1969.